# Bissau-Guinea a 2000. évi nyári olimpiai játékokon
Bissau-Guinea az ausztráliai Sydneyben megrendezett 2000. évi nyári olimpiai játékok egyik részt vevő nemzete volt. Az országot az olimpián 2 sportágban 3 sportoló képviselte, akik érmet nem szereztek.

## Atlétika
Férfi
| Versenyző       | Versenyszám | Előfutam      | Előfutam      | Előfutam      | Negyeddöntő | Negyeddöntő | Negyeddöntő | Elődöntő | Elődöntő | Elődöntő | Döntő   | Döntő    |
| Versenyző       | Versenyszám | Idő           | Hely.         | Össz.         | Idő         | Hely.       | Össz.       | Idő      | Hely.    | Össz.    | Idő     | Helyezés |
| --------------- | ----------- | ------------- | ------------- | ------------- | ----------- | ----------- | ----------- | -------- | -------- | -------- | ------- | -------- |
| Fernando Arlete | 100 m       | nem ért célba | nem ért célba | nem ért célba | kiesett     | kiesett     | kiesett     | kiesett  | kiesett  | kiesett  | kiesett | kiesett  |

Női
| Versenyző  | Versenyszám | Előfutam | Előfutam | Előfutam | Elődöntő | Elődöntő | Elődöntő | Döntő   | Döntő    |
| Versenyző  | Versenyszám | Idő      | Hely.    | Össz.    | Idő      | Hely.    | Össz.    | Idő     | Helyezés |
| ---------- | ----------- | -------- | -------- | -------- | -------- | -------- | -------- | ------- | -------- |
| Anhel Cape | 800 m       | 2:17,05  | 7.       | 36.      | kiesett  | kiesett  | kiesett  | kiesett | kiesett  |

## Birkózás
Szabadfogású
| Versenyző     | Versenyszám | Csoportkör                                                              | Csoportkör | Negyeddöntő       | Elődöntő          | Bronz- mérkőzés   | Döntő             | Helyezés |
| Versenyző     | Versenyszám | Ellenfél Eredmény                                                       | Hely.      | Ellenfél Eredmény | Ellenfél Eredmény | Ellenfél Eredmény | Ellenfél Eredmény | Helyezés |
| ------------- | ----------- | ----------------------------------------------------------------------- | ---------- | ----------------- | ----------------- | ----------------- | ----------------- | -------- |
| Talata Embalo | 58 kg       | 1. csoport · Ali Reza Dabir (IRI) · 0-10 · Gia Sissaouri (CAN) · 0-4 PA | 3.         | kiesett           | kiesett           | kiesett           | kiesett           | 19.      |

PA - visszalépett (birói döntéssel 0-4)